# Conselho de Gestão do Patrimônio Genético
O Conselho de gestão do Patrimônio Genético (CGEN) foi criado através da Medida Provisória nº 2.186-16,
de 23 de agosto de 2001 e regulamentado pelo Decreto  nº 3.945, de 28 de setembro de 2001. 
  Dentre as competências do CGEN destacam-se: Coordenar implementação de políticas para a gestão do  Patrimônio Genético e estabelecer critérios para autorizações de remessa e acesso ao Patrimônio Genético
   O CGEN é o orgão responsavél para conceder autorizações de acesso e de remessa de amostra de componente do patrimônio genético, mediante anuência prévia de seu titular e também autorização de acesso a conhecimento tradicional associado, mediante anuência
prévia de seu titular; 
  Para tanto, o CGEN disponibiliza em seu site formulários para solicitação de acesso ao patrimônio genético e/ou aos conhecimentos tradicionais associados para as finalidades de pesquisa científica, bioprospecção ou desenvolvimento tecnológico.